# Върмилиън (окръг, Илинойс)
Окръг Върмилиън (на английски: Vermilion County) е окръг в щата Илинойс, Съединени американски щати. Площта му е 2336 km², а населението - 83 919 души (2000). Административен център е град Данвил.